# Куза-Воде (Димбовіца)
Куза-Воде (рум. Cuza Vodă) — село у повіті Димбовіца в Румунії. Входить до складу комуни Селчоара.
Село розташоване на відстані 51 км на північний захід від Бухареста, 23 км на південний схід від Тирговіште, 148 км на схід від Крайови, 101 км на південь від Брашова.

## Населення
За даними перепису населення 2002 року у селі проживала 451 особа, усі — румуни. Усі жителі села рідною мовою назвали румунську.